# 福田五志
福田 五志（ふくだ いつし、1956年5月24日 - ）は、鹿児島県出身の元アマチュア野球選手（内野手）・ソフトボール指導者。元ソフトボール日本代表監督。

## 経歴
1972年に中京商業高等学校（岐阜県）に進学。1年生からレギュラーに定着すると、1番セカンドとして甲子園に3回出場した。高校卒業後は、青山学院大学（中退）、トヨタ自動車（1976年加入）で野球を続け、引退後はコーチも務めた。
その後はソフトボール指導者に転身し、1997年-1999年、2007年-2016年にはトヨタ自動車女子ソフトボール部の監督を務め、13シーズンで日本リーグ通算205勝66敗・優勝5回、全日本総合選手権優勝4回などのタイトルを獲得した。2017年にトヨタ自動車レッドテリアーズの名誉監督に就任。
2016年には日本代表監督を務め、世界選手権で日本を準優勝に導いた。2021年には台湾代表コーチに招聘された。
2021年2月にトヨタ自動車レッドテリアーズを退団。同年、戸田中央総合病院メディックスのシニアアドバイザーに就任。2022年のJDリーグ発足に伴い、戸田中央メディックス埼玉の監督に就任。

## 人物・エピソード
Bクラスの常連であったトヨタ自動車女子ソフトボール部を常勝チームに変革させた。その際、「何かを成し遂げるためには"物や情報"などが必要とされるが、私が大切にしたのは"人と時間"」と説いている。
中学時代の後藤希友を「いずれは日本を代表する投手になる」と見いだし、トヨタ自動車レッドテリアーズに勧誘した。